# Castello di Hünegg
Il castello di Hünegg è una villa in stile francese realizzata nel XIX secolo sulle acque del lago di Thun, nel territorio della città di Hilterfingen, nel Canton Berna, in Svizzera.

## Storia
Nel XIX secolo, il barone tedesco Albert Otto von Parpart-Bonsetten fece costruire una lussuosa villa in stile francese sulle rive del lago di Thun, nel Canton Berna, in Svizzera. 
L'edificio, progettato dal giovane architetto berlinese Heino Schmeiden fra il 1661 e il 1663. Il nome del castello deriva dalle tombe protogermaniche che furono ritrovate durante la costruzione: le Hünengräbter.

## Architettura
La corrente architettonica più diffusa alla fine dell'Ottocento era il Tardo Romanticismo e castello di Hünegg è uno degli esempi più eclatanti di questa nuova corrente. In questo periodo, i nobili iniziarono ad avere gusti più "borghesi", cioè iniziò a nascere la volontà di vivere in dimore più semplici e lineari, meno sfarzose, ma adatte comunque ad uno stile di vita aristocratico. Hünegg non è una struttura castellana, ma è una vera e propria villa borghese. In stile rinascimentale francese, il castello ha tre torri con guglia e una splendida terrazza con vista panoramica sul lago.

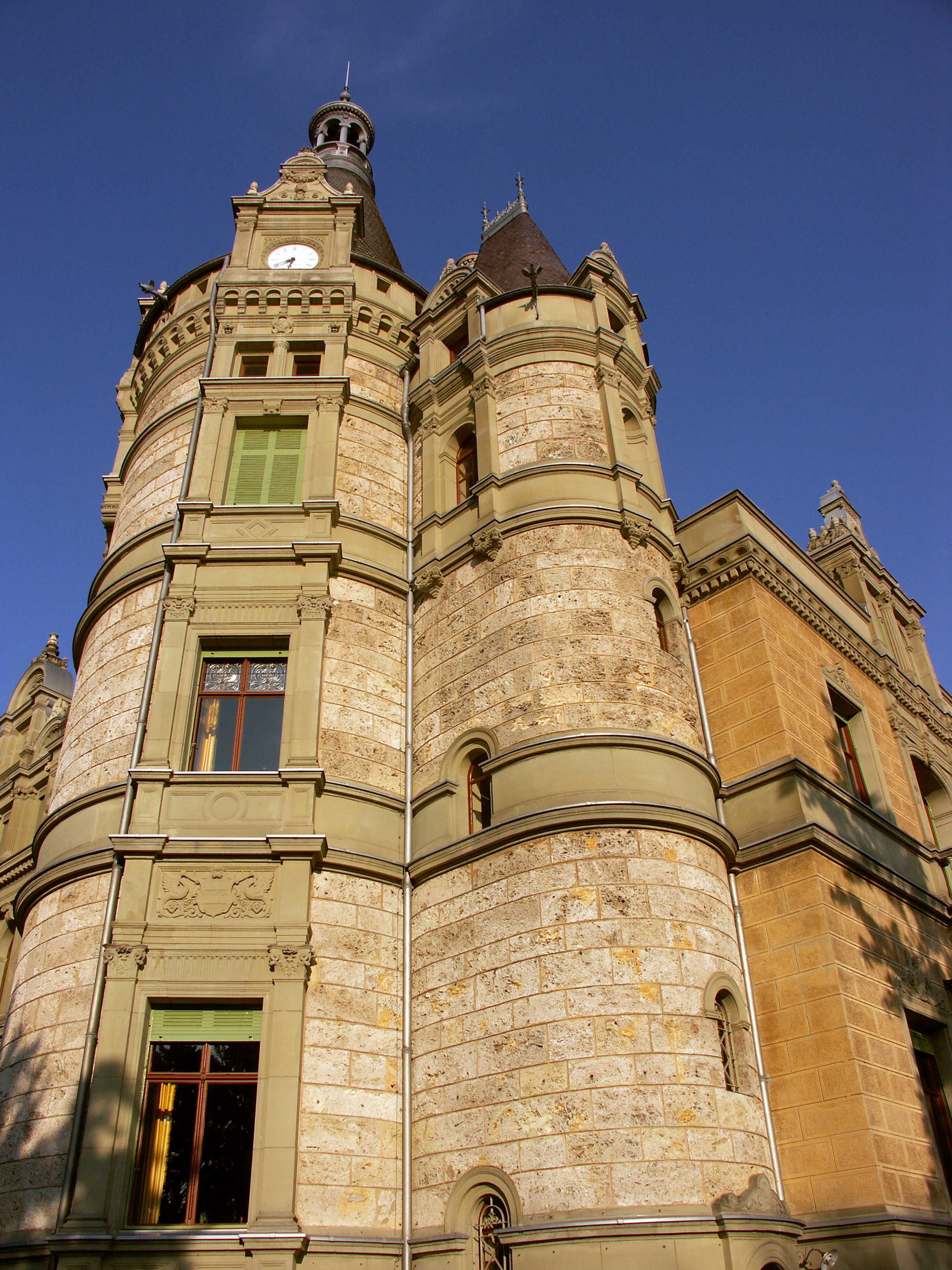
La torre principale di Schloß Hünegg

In opposizione allo stile principale del castello, spiccano alcuni elementi in stile liberty (come i caminetti) oppure in stile Art Nouveau  Gli interni, in gran parte rivestiti in legno, sono particolarmente raffinati. I mobili lignei, scelti con cura dal barone von Parpart-Bonsetten, si sono conservati fino ad oggi è costituiscono una collezione di grande pregio.

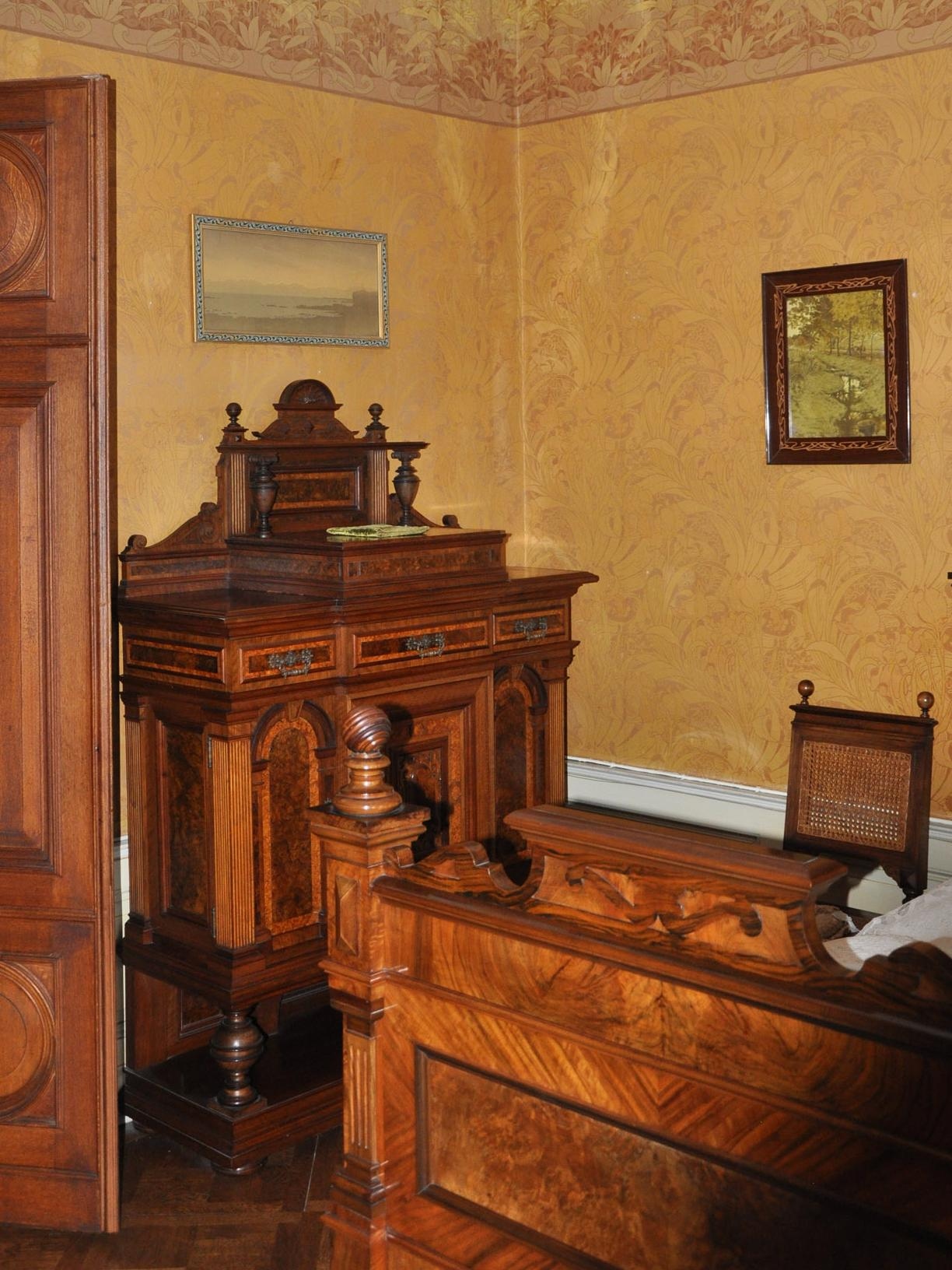
Interno di Schloß Hünegg

## Giardini
Come per molte altre residenze aristocratiche, il castello di Hünegg è immerso in uno splendido parco, l'Hüneggarten, ricco di piante particolari ed essenze pregiate.

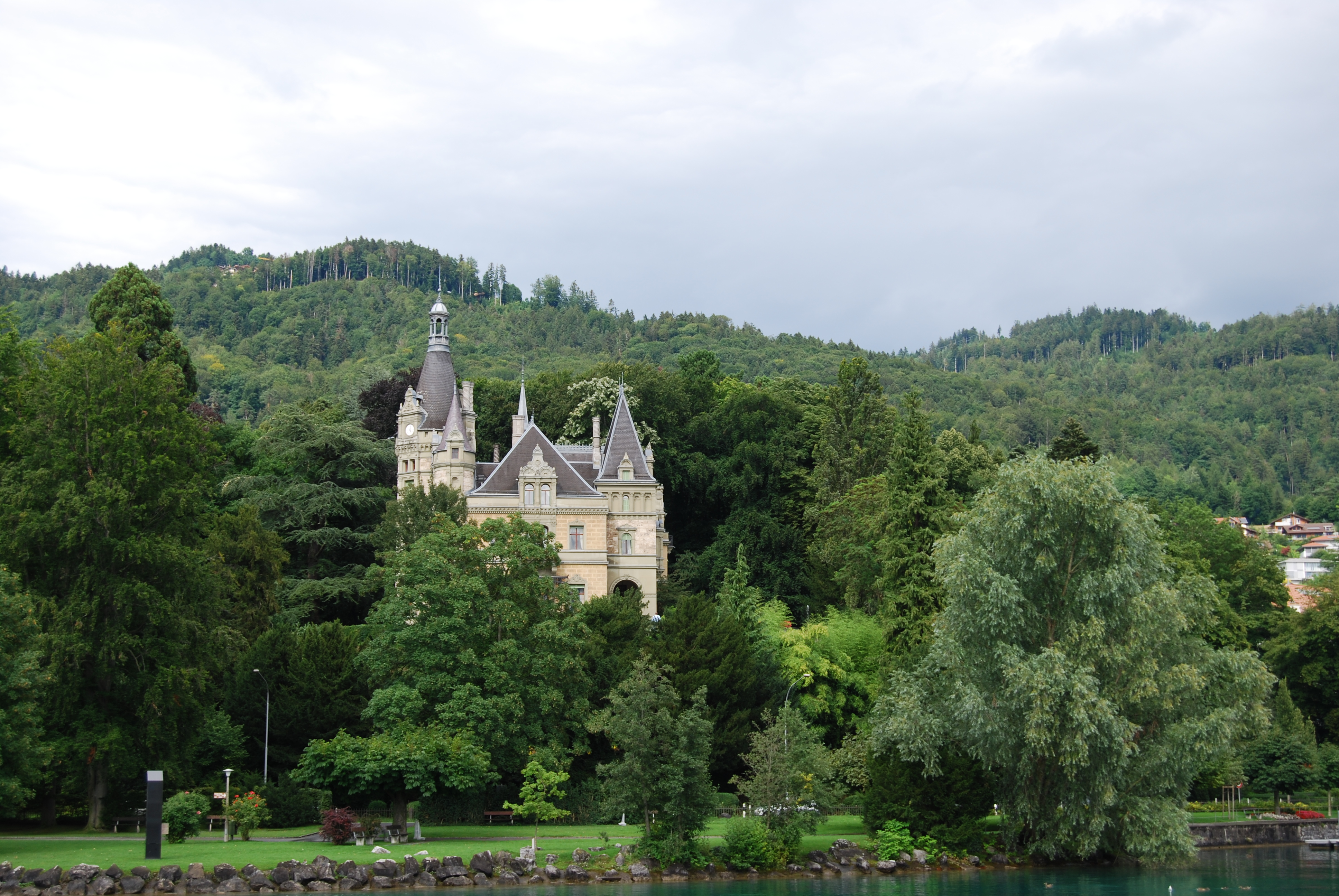
Schloß Hünegg visto dal Lago di Thun

Nel parco sono situati una fontana, una splendida voliera e molti altri magnifici padiglioni, come il Padiglione dei Fiori e il teatrino circolare.

## IlWöhnmuseum des Historismus ünd des Jujendstil
Nel castello è presente il Wöhnmuseum des Historismus ünd des Jujendstil, museo dedicato agli arredi liberty e classici del barone von Parpart-Bonsetten.